# My Name (együttes)
A My Name, stilizálva MYNAME (hangul: 마이네임, RR: Maineim; japánul: マイネーム, mainému) 2011-ben alakult koreai fiúegyüttes, melyet a H2 Media menedzsel. A Fly to the Sky együttes énekese, Hwanhee alakította őket. Először Japánban értek el sikereket, ahol az Oricon zenei lista harmadik helyéig jutottak. My Name 1st Mini Album című középlemezük első helyet ért el a Hanteo zenei listán, melyből több mint 20 000 darabot adtak el.

## Diszkográfia

### Koreai

#### Digitális kislemezek
| Év   | Adatok                                                                              | Legmagasabb helyezés | Számlista |
| Év   | Adatok                                                                              | KOR                  | Számlista |
| ---- | ----------------------------------------------------------------------------------- | -------------------- | --- |
| 2011 | Message - Dátum: 2011. október 27. - Nyelv: koreai - Hossz: 11:18 - Kiadó: H2 Media | 128                  | 1. Message (Mesidzsi (Mesiji), 메시지) 2. Message (Mesidzsi (Mesiji), 메시지) (akusztikus) 3. Message (Mesidzsi (Mesiji), 메시지) (instrumentális) |

#### Kislemezek
| Év   | Adatok                                                                                            | Legmagasabb helyezés | Számlista |
| Év   | Adatok                                                                                            | KOR                  | Számlista |
| ---- | ------------------------------------------------------------------------------------------------- | -------------------- | --- |
| 2012 | My Name 1st Single - Dátum: 2012. május 1. - Hossz: 13:40 - Kiadó: H2 Media - Eladás: 7919+       | 7                    | 1. Say My Name (Intro) 2. Hello & Goodbye 3. Replay 4. Girlfriend 5. I'll Forget... (Outro) (Idzsulge (Ijeulge), 잊을게) feat. Hwanhee          |
| 2013 | My Name 2nd Single - Dátum: 2013. január 25. - Hossz: 12:49 - Kiadó: H2 Media - Eladás : 14 576+  | 4                    | 1. Scream My Name (Intro) 2. Just That Little Thing (그까짓거) 3. Astonished (어이없어) 4. Crush On You (끌리잖아) 5. Dream.. (Outro)           |
| 2013 | My Name 3rd Single - Dátum: 2013. október 11. - Hossz: 14:02 - Kiadó: H2 Media - Eladás : 11 357+ | 12                   | 1. Intro (It's Gonna Be Alright) 2. Day by Day" feat. D.O 3. 지울수없는 (Csiul szu omnun (Jiul su omneun); Memory) 4. U-Turn 5. Outro (Goodbye) |

#### Középlemezek
| Év   | Adatok | Legmagasabb helyezés | Számlista |
| Év   | Adatok | KOR                  | Számlista |
| ---- | --- | -------------------- | --- |
| 2013 | My Name 1st Mini Album - Dátum: 2013. július 4. - Hossz: 22:27 - Kiadó: H2 Media, LOEN Entertainment - Eladás: 35 779+ | 1                    | 1. Baby I’m Sorry 2. In My Place 3. Let Me Cry 4. 그래 바로 너야 (Kure paro noja (Geurae baro neoya); You're The One) 5. Luv Taker 6. Baby I’m Sorry (Inst.)                                                                    |
| 2015 | My Name 2nd Mini Album - Dátum: 2015. február 12. - Kiadó: H2 Media, LOEN Entertainment - Eladás: 4569+                | 1                    | 1. 너무 Very 막 (Nomu very mak (Neomu very mak); Too Very So Much) 2. 고장난 시계 (Kodzsangnan sigje (Gojangnan sigye); Broken Watch) 3. Light (Szonmul (Seonmul); 선물) 4. Reason 5. 메이데이 (Mayday) 6. 너무 Very 막 (Inst.) |

### Japán

#### Kislemezek
- 2012: Message (Japanese Ver.)
- 2012: What's Up
- 2013: Shirayuki

#### Nagylemezek
- 2013: We Are MYNAME
- 2014: Five Stars
- 2015: I.M.G. ~without you~